# مارتن إن. جونسون
مارتن ن. جونسون هو محامي وسياسي أمريكي، ولد في 3 مارس 1850 في مقاطعة راسين في الولايات المتحدة، وتوفي في 21 أكتوبر 1909 في فارغو في الولايات المتحدة. نشط حزبياً في North Dakota Republican Party ‏ والحزب الجمهوري.

## مناصب
- انتخب عضو مجلس الشيوخ الأمريكي [الإنجليزية]‏ عن دائرة North Dakota Class 3 senate seat ‏ وقد انضم خلال فترته النيابية [الإنجليزية]‏ (4 مارس 1909 – 21 أكتوبر 1909) للكتلة البرلمانية الحزب الجمهوري.
- انتخب عضو مجلس ولاية آيوا ‏.
- انتخب عضو مجلس نواب ولاية آيوا ‏.
- انتخب عضو مجلس النواب الأمريكي [الإنجليزية]‏.
- انتخب عضو مجلس الشيوخ الأمريكي [الإنجليزية]‏.